# Monochamus guttulatus
Monochamus guttulatus es una especie de escarabajo longicornio del género Monochamus, familia Cerambycidae. Fue descrita científicamente por Gressitt en 1951.
Esta especie se encuentra en China y Rusia.